# Strv 74坦克
Stridsvagn 74，常縮寫為Strv 74（Stridsvagn在瑞典語中意為坦克、戰車），是一款瑞典於20世紀50年代研發、生產的中型坦克。該坦克於1958年入役，一直服役到1984年方才退役。1960年代後，瑞典陸軍的一線部隊逐漸撤裝Strv 74坦克，改用更現代的坦克。從1970年代起，一些Strv 74坦克的炮塔陸續被拆下，安裝到固定炮塔座上當作堡壘炮塔使用。

## 研发歷史

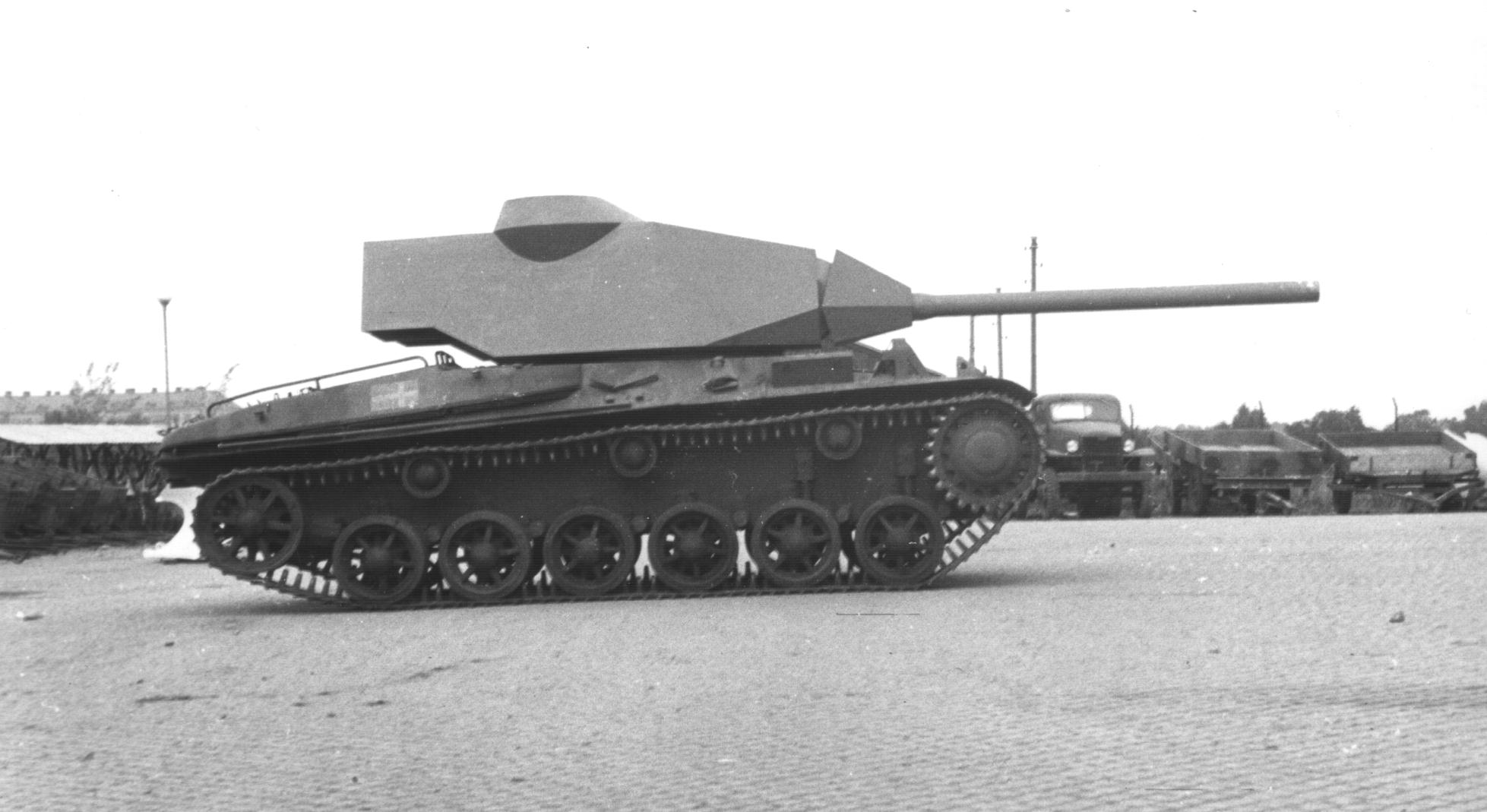
Strv 74木制炮塔原型车。

1950年代，瑞典曾從法國購入AMX-13輕型坦克。但AMX-13坦克具有裝甲薄弱等一系列問題，瑞典軍方對這款坦克並不完全滿意。1953年，瑞典軍方決定研究一款新的坦克。但從頭研發太費時間，瑞典軍方最開始想把AMX-13的炮塔安裝到原有的Strv m/42坦克上。但因為Strv m/42炮塔座圈和AMX-13不契合，這個方案不可行。最後，瑞典軍方決定以Strv m/42為基礎設計一款新的坦克。1954年，兩輛原型車開始建造。兩輛原型車最終於1956年2月完工。經過測試後，瑞典軍方將這款新型坦克命名為Strv 74。1957年早些時候，Strv 74坦克正式投入量產，至1960年，瑞典一共生產了225輛Strv 74。
Strv 74開始量產後不久，瑞典開始從英國購買百夫長坦克（瑞典將其稱為Strv 81）。百夫長坦克裝甲防護優良，裝備的20磅炮的威力也遠勝於Strv 74的75毫米加農炮。設計上存在缺陷、防護薄弱，火力也難以對抗同時代主戰坦克的Strv 74隨着瑞典自主研發的S型坦克的入役，在1960年代後逐漸從一線部隊退下。從1970年代開始，大約一半的Strv 74坦克炮塔被拆下，安裝到固定炮塔座上，當作堡壘炮塔使用。

## 设计特点
Strv 74是Strv m/42坦克的现代化改进型，整体布局与Strv m/42类似，但炮塔以上均为全新设计。其战斗全重为26吨，全长7.93米，宽2.43米，全高3.3米（至高射机枪）。车组成员共四人。车体前部左侧为驾驶室，有驾驶员舱门，右侧为变速箱。原本在Strv m/42车体右侧的航向机枪被封死，腾出空间增加弹药基数；中部为战斗室；后部为动力室。发动机通过纵贯车体的传动轴将动力传至前方的变速箱，这是典型的二战坦克设计。
动力装置由Strv m/42的两台斯堪尼亚-瓦比斯603型发动机升级为607型汽油发动机，最大功率由320马力提升至340马力。Strv 74根据传动装置不同存在两种变种：Strv 74H和Strv 74V。前者改造自Strv m/42TH，装备两档液压变速箱；后者改造自Strv m/42TV，装备五档机械变速箱；而使用沃尔沃引擎的Strv m/42EH则没有接受升级改造。其悬挂为扭杆式，每侧有六个中直径的负重轮、三个托带轮，主动轮在前、诱导轮在后。虽然车体全重比改造前重约3.5吨，但凭借更强的发动机和更宽的新型履带，该车最大时速仍能达到45千米每小时。
铸造炮塔为全新设计，呈半椭球形，其正面倾斜角极大。炮塔顶部为装填手设有舱盖，车长指挥塔和观瞄设备与百夫長坦克所使用的型号类似。炮塔由一台25马力的大众公司122型电动机驱动。炮塔后部另有一台6千瓦的輔助動力单元驱动充电、供暖和通风系统。炮塔侧面一般会挂载一对备用负重轮。

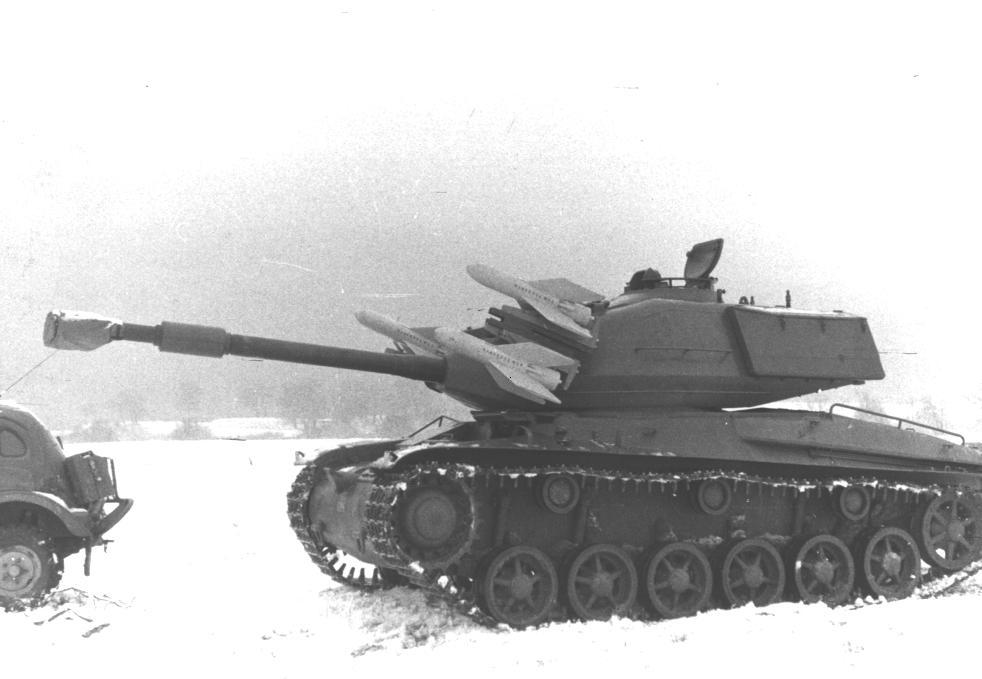
为提升火力，一辆Strv 74坦克实验性地搭载了三枚Rb 52反坦克导弹

該坦克的主炮為一門56.5倍身径Strv 74型75毫米坦克炮，由博福斯公司战前设计的m/36 75毫米60倍径高射炮改造而来，加装炮身抽烟器。由于炮塔高大，高低射界达到了俯仰各15度。火炮弹药与Pvkv m/43坦克歼击车通用。发射重6.4千克的风帽被帽穿甲弹时炮口初速为840米每秒；发射重3.7千克重的脱壳穿甲弹时初速达1,150米每秒，穿甲能力与AMX-13轻型坦克使用的75毫米SA 50坦克炮相当。辅助武器为两挺m/39型8毫米机枪，一挺为同轴机枪、另一挺作高射机枪。全车共备75毫米炮弹45发（Strv 74V型为40发）、8毫米机枪子弹2,500发及烟雾弹12发。Strv 74未配备垂直稳定仪，但车长也有一套射控装置，可以越权直接操炮射击。Strv 74在後期接受了現代化改裝，換裝了更加現代的火控系統，主炮也得到了一定的改進。车内装备有和Strv 81相同规格的Ra 400、Ra 121和Ra 130无线电台各一台。
为控制重量，不对传动系统增加负担，Strv 74不得不削弱车体和炮塔防护，结果装甲甚至比前代Strv m/42坦克更薄。车体正面厚55毫米、侧面25毫米、后部20毫米。炮塔正面为25毫米外加20毫米炮盾、侧面20毫米、后部20毫米、顶部15毫米。瑞典國防軍1960年的实弹测试表明，Strv 74的炮塔无法抵挡20毫米机炮在670米距离的射击。经过改造升级，Strv 74性能上达到了20世纪50年代坦克的一般水平，但其过渡品的特征也十分明显。

## 流行文化
電腦遊戲戰車世界中，Strv 74以及Strv 74的一種早期替代方案（將AMX-13炮塔安裝在Strv m/42底盤上的設計，即Strv m/42-57 Alt A.2）都在該遊戲中以瑞典系中型坦克登場。
同時也在戰爭雷霆中有出場